# Campeonato Mundial de Xadrez de 1972
O título do Campeonato Mundial de Xadrez de 1972 foi disputado entre o então campeão Boris Spassky da União Soviética e o desafiante Bobby Fischer dos Estados Unidos. O match foi realizado em Reiquiavique, capital da Islândia e ficou conhecido como o Match do Século, devido ao contexto em que ocorreu e a polarização entre as duas superpotências da Guerra Fria.  A primeira partida foi disputada em 11 de julho de 1972. A partida decisiva teve início em 31 de agosto e foi adiada após 40 jogadas para ser retomada no dia seguinte, mas Spassky, vendo que a posição estava perdida, abandonou sem retomar o jogo. Com essa vitória, Fischer venceu o match por 12½ – 8½, tornando-se o décimo primeiro campeão mundial.
No ciclo do Campeonato Mundial, ocorreram disputas Zonais, o Torneio Interzonal e o Torneio de Candidatos, que classificou Fischer como desafiante ao título.

## Contexto
O match foi disputado durante a Guerra Fria, e mesmo em um período de crescente distensão, marcou um episódio de polarização entre as duas maiores superpotências da época. A Escola de Xadrez soviética tinha um domínio de 24 anos do título do Campeonato Mundial de Xadrez. Spassky era o mais recente detentor do título em uma linhagem de campeões mundiais de xadrez soviéticos que se iniciou  em 1948.
Bobby Fischer, um excêntrico estadunidense de 29 anos, afirmou que os jogadores soviéticos ganhavam vantagens injustas ao recorrentemente concordar com empates rápidos entre si em  partidas de torneios. Em 1962, a revista norte-americana Sports Illustrated e a revista alemã Der Spiegel publicaram um artigo de Fischer no qual ele expôs essa visão. O próprio Fischer raramente concordava com empates rápidos.
Internamente ao campo soviético, Spassky enfrentou pressão política para vencer o match, o que também ocorreu com Fischer. O norte-americano costumava criticar seu país ("os americanos querem se jogar na frente da TV e não querem abrir um livro.", disse certa vez). Fischer também carregava um fardo de expectativa por causa do significado político do match. Nenhum cidadão nascido nos Estados Unidos jamais havia conquistado o campeonato mundial desde que o primeiro campeão, Wilhelm Steinitz, se naturalizou estadunidense em 1888. A empolgação em torno do match foi tanto que foi chamado pela imprensa de Match do Século. Embora o mesmo termo tivesse sido usado no match União Soviética contra o Resto do Mundo dois anos antes.
Spassky já havia jogado dois matches pelo campeonato mundial anteriormente e era mais experiente nesse formato de competição do que Fischer. No match pelo Campeonato Mundial de Xadrez de 1966, Spassky perdeu para Tigran Petrosian. No ciclo do campeonato mundial de 1969, ele venceu os matches contra Efim Geller, Bent Larsen e Viktor Korchnoi ganhando o direito de desafiar Petrosian uma segunda vez. Então Spassky venceu Petrosian por 12½-10½ tornando-se o décimo campeão mundial de xadrez. Como afirma o ex-campeão mundial Gary Kasparov, Spassky tinha um "estilo universal, o que significa a habilidade de jogar os mais variados tipos de posições", Kasparov completa afirmando que "desde a infância, Spassky claramente tinha uma tendência para um jogo agressivo e ofensivo e possuía uma esplêndida capacidade de tomar a iniciativa."
Nos matches do Torneio de Candidatos, etapa do cliclo do mundial para se tornar o desafiante ao título, Fischer havia esmagado os grandes mestres Mark Taimanov e Bent Larsen com inéditas vitórias (nesse nível do xadrez) por 6-0. Depois disso, Fischer venceria a final dos Candidatos contra o ex-campeão mundial Petrosian de forma convincente por 6½-2½.  "Não é simples descrever a magnitude e o impacto desses resultados. Fischer foi devastador."  Das últimas sete rodadas do Torneio Interzonal até a primeira vitória no match contra Petrosian, Fischer venceu 20 partidas consecutivas, um feito notável nesse nível do xadrez mundial.
Fischer também tinha um Rating ELO mais alto do que Spassky. Na lista de classificação da FIDE de julho de 1972, Fischer aparecia com um rating de 2785, 125 pontos à frente do jogador número dois, Spassky, que tinha 2660 pontos. Os resultados recentes de Fischer e seu rating o tornavam favoritos para o match. Outros comentaristas, entretanto, notavam que Fischer nunca havia vencido uma partida contra Spassky. Antes do match, Fischer havia jogado cinco partidas contra Spassky, empatando duas e perdendo três.
Os auxiliares (chamados de segundos na terminologia do xadrez) de Spassky para o match foram Efim Geller, Nikolai Krogius e Iivo Nei. O de Fischer foi William Lombardy e sua comitiva também incluiu o advogado Paul Marshall, que desempenhou um papel significativo nos eventos em torno do polêmico match, e o representante da Federação de Xadrez dos EUA Fred Cramer. O árbitro principal do match foi o alemão Lothar Schmid. 
Por algum tempo, a própria realização do match ficou em suspenso. Pouco antes da data estabelecida para o início do confronto, Fischer exigiu que os jogadores recebessem, além do fundo de premiação acordado 125 mil dólares (5/8 para o vencedor e 3/8 para o perdedor),  30% dos rendimentos dos direitos de televisão e cinema e 30% das receitas de bilheteria. A expectativa cresceu quando Fischer não compareceu para a cerimônia de abertura do match em 1º de julho. Fischer demonstrava um comportamento errático e confuso, como havia sido ao longo de sua carreira. Então, finalmente, ele voou para a Islândia e concordou em jogar após o presidente da FIDE, Max Euwe, adiar o início do match em dois dias. Também foi anunciada uma surpreendente duplicação do fundo de premiação, bancada pelo banqueiro de investimentos britânico Jim Slater. Foi necessário também muita persuasão e pressão sobre Fischer, incluindo um telefonema a ele feito pelo Conselheiro Nacional de Segurança dos EUA, Henry Kissinger. Muitos comentaristas, particularmente da União Soviética, sugeriram que tudo isso (e as continuas queixas e devaneios de Fischer) era parte de um plano do jogador norte-americano para psicologicamente desestabilizar Spassky. Muitos chegaram a aconselhar Spassky a não aceitar as atitudes de Fischer, negando-se a jogar após os constantes distúrbios causados pelo estadunidense, como após não comparecer para a segunda partida do match, reclamando dos barulhos das câmeras de televisão.
Um confronto pelo campeonato mundial envolve uma profunda preparação anterior dos jogadores. A preparação leva em conta, principalmente, quais as linhas de abertura os oponentes costumam usar. Fischer era famoso por seu repertório de abertura limitado, que quase invariavelmente começava com o lance 1.e4 pelas brancas, e quase sempre jogava a variante Najdorf da defesa siciliana contra 1.e4. Entretanto, Fischer surpreendeu Spassky mudando repetidamente de aberturas, e jogando linhas que ele nunca, ou apenas raramente, havia jogado antes (como a abertura inglesa 1.c4, e a defesa Alekhine, defesa Pirc e a variante Paulsen da defesa siciliana). 

## Torneio Interzonal de 1970
O Torneio Interzonal foi realizado na cidade espanhola de Palma de Maiorca, entre novembro e dezembro de 1970. Os seis melhores jogadores do Interzonal se classificaram para o Torneio de Candidatos. Bobby Fischer não havia se qualificado para jogar o Interzonal, uma vez que não havia participado do Campeonato dos EUA de 1969 (válido como Torneio Zonal classificatório). No entanto, o campeão estadunidense de 1969, Pal Benko (e seu suplente William Lombardy), desistiram da vaga, cedendo-a a Fischer. O presidente da FIDE, Max Euwe, permitiu que Fischer jogasse o Interzonal, gerando muitas polêmicas. Uma compensação de mil e quinhentos dólares foi paga a Benko por sua desistência.
| N° | Jogador           | 1 | 2 | 3 | 4 | 5 | 6 | 7 | 8 | 9 | 10 | 11 | 12 | 13 | 14 | 15 | 16 | 17 | 18 | 19 | 20 | 21 | 22 | 23 | 24 | Total |
| -- | ----------------- | - | - | - | - | - | - | - | - | - | -- | -- | -- | -- | -- | -- | -- | -- | -- | -- | -- | -- | -- | -- | -- | ----- |
| 1  | Bobby Fischer     | - | 0 | 1 | ½ | 1 | 1 | ½ | 1 | ½ | 1  | 1  | 1  | 1  | 1  | 1  | 1  | 1  | ½  | 1  | 1  | ½  | ½  | 1  | ½  | 18½   |
| 2  | Bent Larsen       | 1 | - | ½ | ½ | 0 | 1 | ½ | ½ | ½ | ½  | 1  | 1  | 0  | ½  | ½  | 1  | ½  | 1  | ½  | 1  | 1  | ½  | 1  | ½  | 15    |
| 3  | Efim Geller       | 0 | ½ | - | 1 | ½ | 1 | ½ | 1 | ½ | ½  | ½  | 1  | ½  | ½  | 1  | ½  | 1  | ½  | ½  | ½  | 1  | 1  | ½  | ½  | 15    |
| 4  | Robert Hübner     | ½ | ½ | 0 | - | ½ | 1 | ½ | 0 | ½ | ½  | 0  | ½  | ½  | 1  | ½  | 1  | 1  | 1  | 1  | ½  | 1  | 1  | 1  | 1  | 15    |
| 5  | Mark Taimanov     | 0 | 1 | ½ | ½ | - | ½ | ½ | ½ | ½ | ½  | ½  | 0  | ½  | 0  | 1  | 1  | ½  | 1  | ½  | 1  | ½  | 1  | 1  | 1  | 14    |
| 6  | Wolfgang Uhlmann  | 0 | 0 | 0 | 0 | ½ | - | 1 | ½ | ½ | 1  | ½  | ½  | 1  | ½  | 0  | 1  | ½  | 1  | 1  | ½  | 1  | 1  | 1  | 1  | 14    |
| 7  | Lajos Portisch    | ½ | ½ | ½ | ½ | ½ | 0 | - | ½ | 0 | 1  | ½  | 1  | 1  | ½  | ½  | ½  | 1  | ½  | ½  | 1  | ½  | 1  | 1  | 0  | 13½   |
| 8  | Vasily Smyslov    | 0 | ½ | 0 | 1 | ½ | ½ | ½ | - | 1 | ½  | ½  | 0  | ½  | ½  | ½  | ½  | ½  | ½  | 1  | 1  | ½  | 1  | 1  | 1  | 13½   |
| 9  | Lev Polugayevsky  | ½ | ½ | ½ | ½ | ½ | ½ | 1 | 0 | - | ½  | 1  | ½  | ½  | ½  | ½  | 1  | 0  | ½  | 1  | 1  | ½  | ½  | ½  | ½  | 13    |
| 10 | Svetozar Gligorić | 0 | ½ | ½ | ½ | ½ | 0 | 0 | ½ | ½ | -  | 1  | ½  | 1  | ½  | 1  | ½  | ½  | 1  | 0  | ½  | 1  | ½  | 1  | 1  | 13    |
| 11 | Oscar Panno       | 0 | 0 | ½ | 1 | ½ | ½ | ½ | ½ | 0 | 0  | -  | ½  | ½  | ½  | 1  | 1  | ½  | ½  | ½  | ½  | 1  | 1  | ½  | 1  | 12½   |
| 12 | Henrique Mecking  | 0 | 0 | 0 | ½ | 1 | ½ | 0 | 1 | ½ | ½  | ½  | -  | 1  | ½  | ½  | ½  | ½  | 0  | ½  | ½  | 1  | 1  | 1  | 1  | 12½   |
| 13 | Vlastimil Hort    | 0 | 1 | ½ | ½ | ½ | 0 | 0 | ½ | ½ | 0  | ½  | 0  | -  | 1  | ½  | 1  | ½  | ½  | ½  | ½  | 1  | ½  | 1  | ½  | 11½   |
| 14 | Borislav Ivkov    | 0 | ½ | ½ | 0 | 1 | ½ | ½ | ½ | ½ | ½  | ½  | ½  | 0  | -  | ½  | ½  | 0  | ½  | ½  | ½  | ½  | 1  | ½  | ½  | 10½   |
| 15 | Duncan Suttles    | 0 | ½ | 0 | ½ | 0 | 1 | ½ | ½ | ½ | 0  | 0  | ½  | ½  | ½  | -  | 0  | ½  | ½  | 1  | ½  | 0  | 1  | ½  | 1  | 10    |
| 16 | Dragoljub Minić   | 0 | 0 | ½ | 0 | 0 | 0 | ½ | ½ | 0 | ½  | 0  | ½  | 0  | ½  | 1  | -  | 1  | ½  | ½  | ½  | 1  | ½  | 1  | 1  | 10    |
| 17 | Samuel Reshevsky  | 0 | ½ | 0 | 0 | ½ | ½ | 0 | ½ | 1 | ½  | ½  | ½  | ½  | 1  | ½  | 0  | -  | ½  | ½  | ½  | 0  | 0  | ½  | 1  | 9½    |
| 18 | Milan Matulović   | ½ | 0 | ½ | 0 | 0 | 0 | ½ | ½ | ½ | 0  | ½  | 1  | ½  | ½  | ½  | ½  | ½  | -  | ½  | ½  | 0  | 0  | ½  | 1  | 9     |
| 19 | William Addison   | 0 | ½ | ½ | 0 | ½ | 0 | ½ | 0 | 0 | 1  | ½  | ½  | ½  | ½  | 0  | ½  | ½  | ½  | -  | ½  | 0  | 0  | 1  | 1  | 9     |
| 20 | Miroslav Filip    | 0 | 0 | ½ | ½ | 0 | ½ | 0 | 0 | 0 | ½  | ½  | ½  | ½  | ½  | ½  | ½  | ½  | ½  | ½  | -  | ½  | 1  | ½  | 0  | 8½    |
| 21 | Renato Naranja    | ½ | 0 | 0 | 0 | ½ | 0 | ½ | ½ | ½ | 0  | 0  | 0  | 0  | ½  | 1  | 0  | 1  | 1  | 1  | ½  | -  | 0  | 0  | 1  | 8½    |
| 22 | Tüdeviin Üitümen  | ½ | ½ | 0 | 0 | 0 | 0 | 0 | 0 | ½ | ½  | 0  | 0  | ½  | 0  | 0  | ½  | 1  | 1  | 1  | 0  | 1  | -  | 1  | ½  | 8½    |
| 23 | Jorge Rubinetti   | 0 | 0 | ½ | 0 | 0 | 0 | 0 | 0 | ½ | 0  | ½  | 0  | 0  | ½  | ½  | 0  | ½  | ½  | 0  | ½  | 1  | 0  | -  | 1  | 6     |
| 24 | Eleazar Jiménez   | ½ | ½ | ½ | 0 | 0 | 0 | 1 | 0 | ½ | 0  | 0  | 0  | ½  | ½  | 0  | 0  | 0  | 0  | 0  | 1  | 0  | ½  | 0  | -  | 5½    |

## Torneio de Candidatos
Tigran Petrosian, perdedor do match do mundial passado e Viktor Korchnoi, segundo colocado no Torneio de Candidatos anterior, juntaram-se aos seis classificados no Torneio Interzonal para jogar o Torneio de Candidatos em matches eliminatórios.

### Tabela
|  | Quartas de final   | Quartas de final | Quartas de final |                  |                 | Semifinais      | Semifinais | Semifinais |  |  | Final | Final | Final |  |
|  |                    |                  |                  |                  |                 |                 |            |            |  |  |       |       |       |  |
|  | Estados Unidos     | Bobby Fischer    | 6                |                  |                 |                 |            |            |  |  |       |       |       |  |
|  | Estados Unidos     | Bobby Fischer    | 6                |                  |                 |                 |            |            |  |  |       |       |       |  |
|  | União Soviética    | Mark Taimanov    | 0                |                  |                 |                 |            |            |  |  |       |       |       |  |
|  | União Soviética    | Mark Taimanov    | 0                |                  | Estados Unidos  | Bobby Fischer   | 6          |            |  |  |       |       |       |  |
|  |                    |                  |                  |                  | Estados Unidos  | Bobby Fischer   | 6          |            |  |  |       |       |       |  |
|  |                    |                  | Dinamarca        | Bent Larsen      | 0               |                 |            |            |  |  |       |       |       |  |
|  | Dinamarca          | Bent Larsen      | Dinamarca        | Bent Larsen      | 0               | 5½              |            |            |  |  |       |       |       |  |
|  | Dinamarca          | Bent Larsen      |                  |                  |                 |                 |            |            |  |  |       |       |       |  |
|  | Alemanha Oriental  | Wolfgang Uhlmann | 3½               |                  |                 |                 |            |            |  |  |       |       |       |  |
|  | Alemanha Oriental  | Wolfgang Uhlmann | 3½               |                  | Estados Unidos  | Bobby Fischer   | 6½         |            |  |  |       |       |       |  |
|  |                    |                  |                  |                  |                 |                 |            |            |  |  |       |       |       |  |
|  |                    |                  | União Soviética  | Tigran Petrosian | 2½              |                 |            |            |  |  |       |       |       |  |
|  | União Soviética    | Viktor Korchnoi  | União Soviética  | Tigran Petrosian | 2½              | 5½              |            |            |  |  |       |       |       |  |
|  | União Soviética    | Viktor Korchnoi  |                  |                  |                 |                 |            |            |  |  |       |       |       |  |
|  | União Soviética    | Efim Geller      | 2½               |                  |                 |                 |            |            |  |  |       |       |       |  |
|  | União Soviética    | Efim Geller      | 2½               |                  | União Soviética | Viktor Korchnoi | 4½         |            |  |  |       |       |       |  |
|  |                    |                  |                  |                  | União Soviética | Viktor Korchnoi | 4½         |            |  |  |       |       |       |  |
|  |                    |                  | União Soviética  | Tigran Petrosian | 5½              |                 |            |            |  |  |       |       |       |  |
|  | União Soviética    | Tigran Petrosian | União Soviética  | Tigran Petrosian | 5½              | 4               |            |            |  |  |       |       |       |  |
|  | União Soviética    | Tigran Petrosian |                  |                  |                 |                 |            |            |  |  |       |       |       |  |
|  | Alemanha Ocidental | Robert Hübner    | 3                |                  |                 |                 |            |            |  |  |       |       |       |  |

Nota: Robert Hübner abandonou seu match contra Tigran Petrosian.

### Matches

#### Quartas de final
As quartas de final foram jogadas em uma melhor de 10 partidas.
 Vancouver, Canadá, 16 de maio a 2 de junho de 1971
| Jogador       | 1 | 2 | 3 | 4 | 5 | 6 | Total |
| ------------- | - | - | - | - | - | - | ----- |
| Bobby Fischer | 1 | 1 | 1 | 1 | 1 | 1 | 6     |
| Mark Taimanov | 0 | 0 | 0 | 0 | 0 | 0 | 0     |

 Las Palmas, Espanha, 13 de maio a 1º de junho de 1971
| Jogador          | 1 | 2 | 3 | 4 | 5 | 6 | 7 | 8 | 9 | Total |
| ---------------- | - | - | - | - | - | - | - | - | - | ----- |
| Bent Larsen      | 1 | 0 | ½ | 1 | ½ | 1 | ½ | 0 | 1 | 5½    |
| Wolfgang Uhlmann | 0 | 1 | ½ | 0 | ½ | 0 | ½ | 1 | 0 | 3½    |

 Moscou, União Soviética, 13 de maio a 31 de maio de 1971
| Jogador         | 1 | 2 | 3 | 4 | 5 | 6 | 7 | 8 | Total |
| --------------- | - | - | - | - | - | - | - | - | ----- |
| Viktor Korchnoi | 1 | ½ | ½ | 0 | 1 | ½ | 1 | 1 | 5½    |
| Efim Geller     | 0 | ½ | ½ | 1 | 0 | ½ | 0 | 0 | 2½    |

 Sevilha, Espanha, 13 de maio a 28 de maio de 1971
| Jogador          | 1 | 2 | 3 | 4 | 5 | 6 | 7 | Total |
| ---------------- | - | - | - | - | - | - | - | ----- |
| Tigran Petrosian | ½ | ½ | ½ | ½ | ½ | ½ | 1 | 4     |
| Robert Hübner    | ½ | ½ | ½ | ½ | ½ | ½ | 0 | 3     |

#### Semifinais
As semifinais foram jogadas em uma melhor de 10 partidas.
 Denver, Estados Unidos, 6 de julho a 25 de julho de 1971
| Jogador       | 1 | 2 | 3 | 4 | 5 | 6 | Total |
| ------------- | - | - | - | - | - | - | ----- |
| Bobby Fischer | 1 | 1 | 1 | 1 | 1 | 1 | 6     |
| Bent Larsen   | 0 | 0 | 0 | 0 | 0 | 0 | 0     |

 Moscou, União Soviética, 4 de julho a 28 de julho de 1971
| Jogador          | 1 | 2 | 3 | 4 | 5 | 6 | 7 | 8 | 9 | 10 | Total |
| ---------------- | - | - | - | - | - | - | - | - | - | -- | ----- |
| Viktor Korchnoi  | ½ | ½ | ½ | ½ | ½ | ½ | ½ | ½ | 0 | ½  | 4½    |
| Tigran Petrosian | ½ | ½ | ½ | ½ | ½ | ½ | ½ | ½ | 1 | ½  | 5½    |

#### Final
O match final do Torneio de Candidatos foi jogado em uma melhor de 12 partidas.
 Buenos Aires, Argentina, 30 de setembro a 28 de outubro de 1971
| Jogador          | 1 | 2 | 3 | 4 | 5 | 6 | 7 | 8 | 9 | Total |
| ---------------- | - | - | - | - | - | - | - | - | - | ----- |
| Bobby Fischer    | 1 | 0 | ½ | ½ | ½ | 1 | 1 | 1 | 1 | 6½    |
| Tigran Petrosian | 0 | 1 | ½ | ½ | ½ | 0 | 0 | 0 | 0 | 2½    |

## Match pelo título
O match pelo campeonato mundial de xadrez de 1972 foi jogado em uma melhor de 24 partidas. Em caso de empate em 12 a 12, o campeão  Spassky manteria o título. 
 Reiquiavique, Islândia, 11 de julho a 1º de setembro de 1972
| Jogador       | 1 | 2 | 3 | 4 | 5 | 6 | 7 | 8 | 9 | 10 | 11 | 12 | 13 | 14 | 15 | 16 | 17 | 18 | 19 | 20 | 21 | Total |
| ------------- | - | - | - | - | - | - | - | - | - | -- | -- | -- | -- | -- | -- | -- | -- | -- | -- | -- | -- | ----- |
| Boris Spassky | 1 | 1 | 0 | ½ | 0 | 0 | ½ | 0 | ½ | 0  | 1  | ½  | 0  | ½  | ½  | ½  | ½  | ½  | ½  | ½  | 0  | 8½    |
| Bobby Fischer | 0 | - | 1 | ½ | 1 | 1 | ½ | 1 | ½ | 1  | 0  | ½  | 1  | ½  | ½  | ½  | ½  | ½  | ½  | ½  | 1  | 12½   |